# 和田維四郎
和田 維四郎（わだ つなしろう、安政3年3月17日（1856年4月21日） - 大正9年（1920年）12月20日）は、日本の鉱物学者、書誌学者、貴族院議員。

## 概要
若狭国（現在の福井県）で小浜藩士和田耘甫の三男として生まれる。幼名は猪三太、または三吉。
明治3年（1870年）旧暦10月に小浜藩の貢進生として満14歳で上京し、大学南校に入学。明治5年（1872年）に大学南校が廃止されると和田維四郎は第一大学区第一番中学に入学し、ドイツ語コースを選択する。明治6年（1873年）に第一大学区第一番中学は開成学校と改称し、ドイツ語コースは鉱山学科となり、和田維四郎はカール・アウグスト・シェンクに鉱物学を学ぶ。明治8年（1875年）に鉱物学科が廃止されると、和田維四郎は開成学校を退学して文部省学務課に出仕し、シェンクの推薦で開成学校の助教を兼ね、金石学の授業を担当する。同年ハインリッヒ・エドムント・ナウマンが来日すると、文部省は開成学校に金石取調所を設置し、ナウマンと和田維四郎を主任とし、和田維四郎は事実上ナウマンの弟子となる。明治9年（1876年）に日本で最初の鉱物の教科書として、ヨハネス・ロイニス（en:Johannes Leunis）の原著をもとにシェンクの講義ノートなどを参考にした『金石学』を出版する。
明治10年（1877年）4月に東京大学創設にあたり、和田維四郎は理学部地質学科に教授ナウマンとともに助教として勤め、金石学と地質学を担当する。同年に第一回内国勧業博覧会の鉱物関係の審査官となり、東京大学への鉱物標本の購入に尽力する。同年にアルビン・ワイスバッハ（en:Albin Weisbach）の鉱物の識別表を基に、吹菅分析による化学的性質を初学者向けに著した『金石識別表』を出版する。
明治11年（1878年）5月に内務省地理局に地質課が設置されると、和田維四郎は内務省御用掛として東京大学より内務省地理局地質課に移り、ナウマンと協力して、最初の全国的地質調査である二十万分の一地質図幅調査事業を開始する。同年鉱物・結晶の書物として『本邦金石略誌』、翌明治12年（1879年）に『晶形学』を著わし、本草学の域を出なかったわが国の鉱物学を近代鉱物学に改変させた。同年6月に内務省地理課長心得となる。
明治14年（1881年）に地質課は農商務省所轄となり、その課長となる。同年6月より明治18年（1881年）まで再び東京大学理学部助教を兼務するようになる。明治15年（1882年）に農商務省所轄の地質調査所の開設に貢献し、その初代所長となる。
明治17年（1884年）2月から明治18年（1885年）7月までドイツに留学し、ベルリン大学で鉱物学を学び、帰国後の明治18年（1885年）10月には東京大学理学部教授を兼任する一方、同年12月には地質調査所は農商務省地質局となり、その局長心得となる。明治19年（1886年）1月に日本鉱業会理事となる。同年3月に農商務省地質局長となる。明治22年（1889年）9月に農商務省鉱山局長を兼務する。明治23年（1890年）4月に第三回内国勧業博覧会の第六部審査部長となる。同年6月に農商務省地質局は再び農商務省地質調査所となり、その所長となる。
明治24年（1891年）7月に東京大学教授を辞任すると、今度は日本の製鉄業の振興に努めることになる。明治25年（1892年）、農商務省の製鋼事業調査委員会の委員となると、明治26年（1893年）3月に地質調査所長と鉱山局長を辞任し、同年8月に臨時製鉄事業調査委員、明治27年（1894年）3月に製鉄事業調査会委員、明治28年（1894年）2月に日本鉱業会副会長、明治29年（1897年）10月に製鉄所長官となる。以降ドイツから技術を輸入し、官営製鉄所の建設に力を注ぐが、膨大な予算を費やしたことで世間の批判を浴び、製鉄事業は政争の具となり、明治35年（1902年）2月に製鉄所長官を懲戒免職となる。
官界を去った後は再び鉱物学の研究に専念し、日本の鉱物学の創始者として、その基礎を固めた。明治37年（1904年）に『日本鉱物誌』を著わし、日本産鉱物百三十種を記載し、記載鉱物学の基礎を確立した。日本最初の鉱物学雑誌“Beiträge zur Mineralogie von Japan”（日本鉱物資料）を発行（明治38年（1905年）― 大正4年（1915年））。明治40年（1907年）には『本邦鉱物標本』を著した。
当時は足尾鉱毒事件が政治問題化していたが、極めて利益の高い鉱業に関しては行政は諮問を行われておらず、煙害・鉱水問題は民亊裁判となることもあった。このことから、和田は同年11月27日、東京三井集会所において鉱山懇話会を創始して会長に就任し、国内で初めて包括的に鉱毒問題に取り組んだ。
和田維四郎が集めた鉱物のコレクションである「和田コレクション」は、かつて生野鉱物館で公開され、残りは三菱マテリアル総合研究所などに所蔵されていた（2011年3月をもって生野鉱物館での展示終了）。
晩年は雲村と号し、岩崎久弥と久原房之助の財政支援により古書籍を蒐集、研究し、大著『訪書余録』などを著わし、科学的な書誌学の開拓に貢献した。但し、川瀬一馬の『日本における書籍蒐蔵の歴史』によれば、『訪書余録』は高橋微笑という者の編著という。和田維四郎が蒐集した古書籍の内、三菱財閥の岩崎久弥へ引き渡された5291部2万7077冊は、今日東洋文庫に収められている。また久原財閥の久原房之助へ引き渡された1万8千点以上の古書籍は、今日五島美術館の大東急記念文庫の中核をなす。
大正6年（1917年）12月に貴族院議員に勅選された。大正9年（1920年）12月20日、東京市牛込区市ヶ谷薬王寺町（新宿区）の自宅で没。65歳。
平成5年（1993年）に福島県で発見された新鉱物が和田石（wadalite）と命名された。

## 著書
- 和田維四郎　『各府県金石試験記』　1876年。

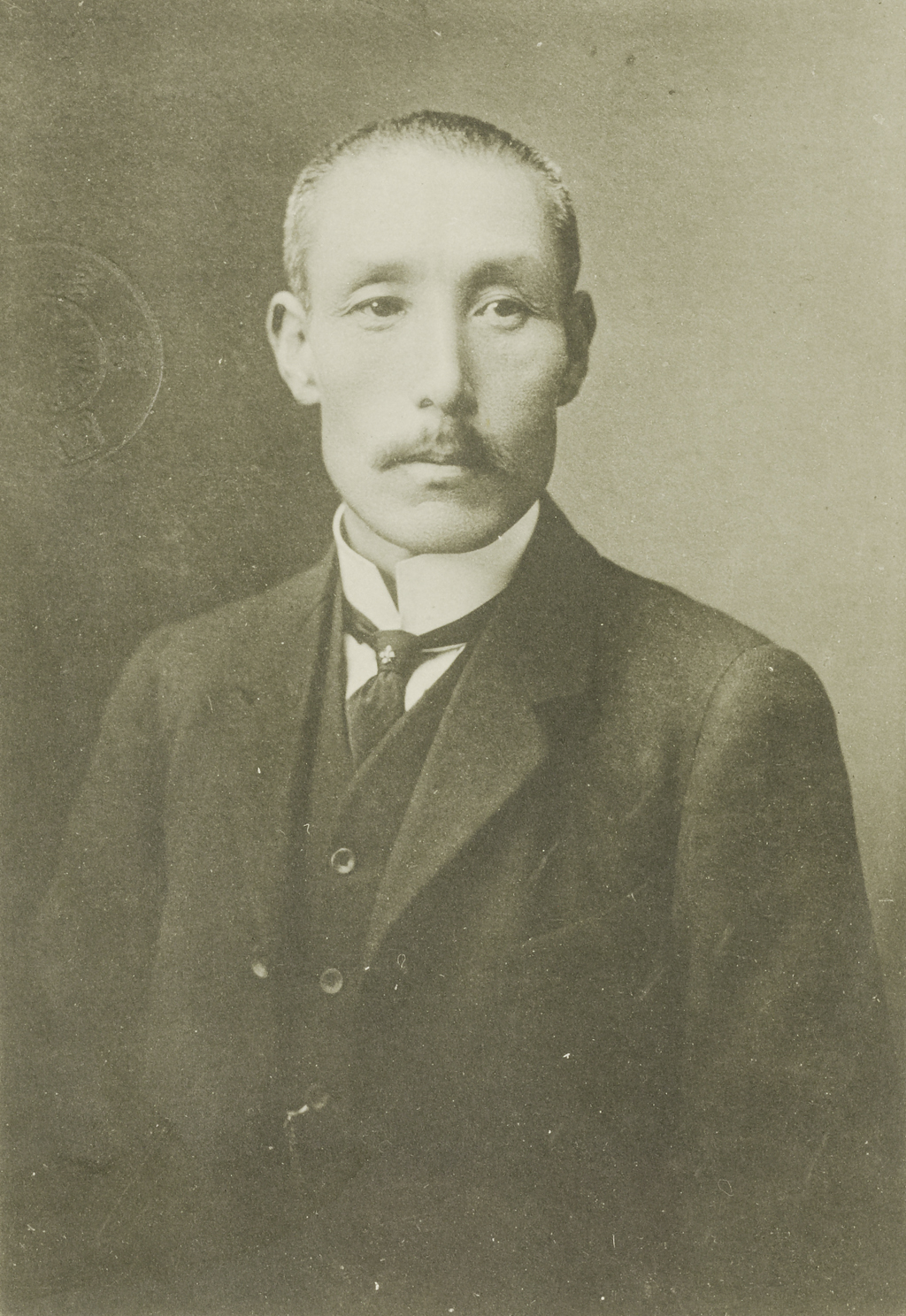
『故和田維四郎君追悼會記事』に掲載された和田の肖像写真

- ヨハンネース・ロイニース著、和田維四郎訳　『金石学』　1876年。
- ワヰスハッハ、シェレル著、和田維四郎編　『金石識別表』　1877年。
- 和田維四郎編　『本邦金石略誌』　1878年。
- 和田維四郎編　『晶形学』　1879年。
- 橋爪源太郎・和田維四郎編　『静岡県管下伊豆国地質取調報告』　1879年。
- スターデルマン著、和田維四郎訳　『普国布利特隣大王農政要略』　1884年。
- Tsunashiro Wada　『Die Kaiserliche geologische Reichsanstalt von Japan』　1885年。
- 和田維四郎編　『独逸農政要略』　1887年。
- 和田維四郎編　『宝玉誌』　1889年。
- 和田維四郎　『坑法論』　1890年。
- 和田維四郎　『帝国鉱山法』　1891年。
- Tsunashiro Wada　『The mining industry of Japan』　1893年。
- 和田維四郎　『日本鉱物誌』　1904年。
- 和田維四郎　『本邦鉱物標本』　1907年。
- 和田維四郎　『支那重要煤田の現況』　1914年。
- 雲村閑人　『江戸物語』　1916年。
- 和田維四郎　『嵯峨本考』　1916年。
- 和田維四郎　『訪書余録』　1918年。
- 和田維四郎編　『明恵上人歌集に就きて』　1919年。
- 和田維四郎編　『雲村文庫目録』　1920年。

## エピソード
芥川龍之介が1918年に小説『奉教人の死』を発表した際、和田は、芥川がその出典として挙げた「長崎耶蘇会出版の一書『れげんだ・おうれあ』」という架空の書物を実在するものと誤解し、息子の幹男と知人の古本屋を芥川家に遣わせて買い取りを申し出たが、芥川本人に「あれなら出鱈目です、アンナものは有りやアしません」と言われて引き下がったという。

## 家族・親族
先祖は和田維四郎の八世代前の北井忠右衛門義澄が寛永13年（1636年）に酒井忠朝の家臣となって以降、代々酒井家に仕え、四世代前に和田姓を名乗る。父の和田耘甫は小浜藩士の長谷川伝右衛門久徳の三男で、和田家へ婿養子として入って和田逸五郎義質と称し、小浜藩の公用人兼帯として知行200石取りであった。兄の和田義比は幕末に小浜藩の御小姓御給人兼方で、明治維新後は新政府の工部省に務め、退職後は歌人として活躍する。営林技師・日本護謨取締役の和田義正、および郷土史家の和田信二郎は、共に兄の和田義比の息子で、和田維四郎の甥に当たる。
維四郎は24歳の年（明治13年（1880年）8月）に、旧旗本の松岡直清の娘・崎（サキ）と結婚し、その間には四男三女が生まれた。長男の和田幹男は精芸出版合資会社の社長。長女の和田幸子は、秀英舎（後の大日本印刷）の創立者の一人である保田久成の息子で東洋移民会社社長の佐久間綱三郎に嫁いだ。三男の大坪砂男は作家。曾孫の虚淵玄は小説家・脚本家。
```
北井義澄━北井吉次━北井義雄━森岡義隆━和田義短━和田義峯━和田義行┓
┏━━━━━━━━━━━━━━━━━━━━━━━━━━━━━━━━━┛
┗和田八千子┏和田義比━┳和田義正
　　　┣━━┫　　　　　┗和田信二郎━和田謹吾
　和田耘甫　┗和田維四郎┏和田幹男
（和田義質）　　┣━━━╋佐久間幸子
　　　　　　　和田崎　　┃　　┃
　　　　　　　　　　　　┃佐久間鋼三郎
　　　　　　　　　　　　┣長谷川豊子
　　　　　　　　　　　　┣後藤愛子
　　　　　　　　　　　　┣和田五郎
　　　　　　　　　　　　┣和田六郎（大坪砂男）━和田周
　　　　　　　　　　　　┗和田七郎　　　　　　　　┣━虚淵玄
　　　　　　　　　　　　　　　　　　　　　　　瀬畑奈津子

```

- 兄：和田義比（工部省官僚(権少技長)・歌人）
- 甥：和田義正（農商務省官僚(営林技師)・予備陸軍歩兵中尉・日本護謨取締役）
- 甥：和田信二郎（文部省官僚(文部省図書館補)・郷土史家）
- 長男：和田幹男（精芸出版社長）
- 長女の夫：佐久間鋼三郎（東洋移民会社社長・東京板紙役員・秀英舎役員）
- 三男：大坪砂男（作家）
- 孫：和田周（俳優・劇作家）
- 孫の妻：瀬畑奈津子（声優）
- 曾孫：虚淵玄（脚本家）

## 栄典
位階
- 1881年（明治14年）9月12日 - 正七位[8]
- 1885年（明治18年）10月31日 - 従六位[8][9]
- 1886年（明治19年）7月8日 - 正六位[8][10]
- 1891年（明治24年）12月11日 - 従五位[8][11]
- 1896年（明治29年）1月17日 - 正五位[8][12]
- 1899年（明治32年）12月20日 - 従四位[8][13]
- 1920年（大正9年）12月20日 - 正四位[14]

勲章等
- 1889年（明治22年）11月29日 - 大日本帝国憲法発布記念章[15]
- 1890年（明治23年）11月1日 - 藍綬褒章[16]
- 1892年（明治25年）6月29日 - 勲六等瑞宝章[8]
- 1896年（明治29年）3月2日 - 銀盃一個[8]
- 1898年（明治31年）12月28日 - 勲五等瑞宝章[8][17]
- 1900年（明治33年）6月30日 - 勲四等瑞宝章[8][18]
- 1903年（明治36年）12月14日 - 旭日小綬章[19]
- 1920年（大正9年）12月20日 - 勲二等瑞宝章[14]

外国勲章佩用允許
- 1910年（明治43年）8月28日 - 大韓帝国：勲一等太極章[20]